# Osiek (jezioro)
Osiek – jezioro położone na Pojezierzu Dobiegniewskim, na południowy zachód od Dobiegniewa (województwo lubuskie, powiat strzelecko-drezdenecki, gmina Dobiegniew). Jedno z większych jezior w województwie lubuskim.
Misę jeziorną Osieku tworzą trzy plosa: na zachodzie Ogardzka Odnoga, na południu tzw. Żabie Jezioro i zasadnicza część jeziora rozciągająca się w kierunku północno-wschodnim. Do jeziora wpada rzeka Ogardna, która wypływając przyjmuje nazwę Mierzęckiej Strugi. Nad jeziorem znajdują się trzy pola namiotowe.
Kilkaset metrów na południe od omawianego akwenu znajduje się popularne wśród turystów jezioro Lipie oraz jezioro Słowa.

## Hydronimia
Do 1945 roku jezioro nazywane było Hermsdorfer See. Obecna nazwa została wprowadzona urzędowo 17 września 1949 roku. Państwowy rejestr nazw geograficznych jako nazwę oboczną podaje nazwę Chomętowo.

## Morfometria
Według danych Instytutu Rybactwa Śródlądowego powierzchnia zwierciadła wody jeziora wynosi 538,9 ha. Średnia głębokość zbiornika wodnego to 9,3 m, a maksymalna to 35,3 m. Lustro wody znajduje się na wysokości 52,5 m n.p.m. Objętość jeziora wynosi 50065,0 tys. m³. Adam Choiński podał wielkość jeziora jako 514,0 ha, natomiast według danych Inspektoratu Ochrony Środowiska powierzchnia jeziora wynosi 532,9 ha.
Według Mapy Podziału Hydrograficznego Polski leży na terenie zlewni ósmego poziomu Bezpośrednia zlewnia jez. Osiek bez zlewni bezodpływowego jez. Ostrowica. Identyfikator MPHP to 188883999. Zachodnie ploso jeziora o nazwie Ogradzka Odnoga zaliczane jest do zlewni siódmego poziomu Zlewnia jez. Ogradzka Odnoga bez zlewni bezodpływowego jez. Tuczenko.

## Czystość wód i ochrona środowiska
W 2004 roku stan wód jeziora sklasyfikowano według ówczesnych kryteriów w II klasie czystości. Wpływ na to miał fakt, iż w przeszłości jezioro przyjmowało nieoczyszczone ścieki z gorzelni położonej w miejscowości Osiek. Czystość wód jeziora od lat utrzymuje się na podobnym poziomie ponieważ w badaniach przeprowadzonych w 2014 roku wody jeziora zostały zakwalifikowane do wód o dobrym stanie ekologicznym, co odpowiada II klasie jakości. Jezioro charakteryzuje się wysoką odpornością na wpływy antropogeniczne. Zaliczono je do II kategorii podatności na degradację.
Jezioro znajduje się na obszarze chronionego krajobrazu o nazwie Puszcza Drawska oraz na obszarach chronionych w ramach programu Natura 2000 o nazwie Lasy Puszczy nad Drawą.

## Zagospodarowanie
Administratorem wód jeziora jest Regionalny Zarząd Gospodarki Wodnej w Poznaniu. Utworzył on obwód rybacki, który obejmuje wody jezior Lipie, Osiek, Brodzisz, Słowa, Kokno, Kokienko, Tartak, Błotne, Mały Osiek i Urszulanka (Obwód rybacki jeziora Osiek (Chomętowskie) na cieku Mierzęcka Struga – Nr 2). Ekstensywną gospodarkę rybacką prowadzi na jeziorze Wielkopolski Ośrodek Wędkarski "Rybak".